# سیارک ۸۵۹۷
سیارک ۸۵۹۷ (به انگلیسی: 8597 Sandvicensis، نامگذاری:2045T-2) هشت هزار و پانصد و نود و هفتمین سیارک کشف شده‌است که در ۲۹ سپتامبر ۱۹۷۳ کشف شد.
قدر مطلق سیارک برابر ۱۳٫۱۰ است.